# Xéno-androgène
Les xéno-androgènes sont un groupe de substances artificielles qui ont des propriétés analogues à celles de l’hormone stéroïdienne humaine qu’est la testostérone et de ses dérivés. À l’heure actuelle, les xéno-androgènes connus comprennent les tocophérols et les tocotriénols modifiés, les nicotinamides modifiées telles que la tributyltine et la triphényltine (en) toxiques et la méthyltestostérone (en) (MT).

## Découverte des xéno-androgènes non toxiques
Par le passé, les mentions relatives aux xéno-androgènes étaient uniquement à connotation négative et ce, plus particulièrement en ce qui concerne les perturbateurs endocriniens des organismes marins. Les xéno-androgènes non toxiques ont été pour la première fois décrits en 2008 par le professeur I. Morishita de l’Université de Kyoto et son équipe. Leur travail scientifique a décrit comment l’acétate de all-rac-alpha-tocophéryle modifié stimulait le récepteur AR de certaines espèces de mammifères. Plusieurs autres équipes académiques ont suivi l’exemple du professeur Morishita et ont permis de déterminer d’autres informations sur la pharmacocinétique de ces substances.

## Propriétés biologiques des xéno-androgènes
Il est considéré que les tocophérols modifiés ont des propriétés androgènes et anaboliques. Ils ont également été expérimentés dans le cadre du traitement de l’insuffisance de testostérone.
Le professeur William Steiger et son équipe ont publié une étude qui a démontré que le mécanisme principal par le biais duquel les tocophérols / tocotriénols modifiés agissaient se cachait derrière une action anti-glucocorticoïde provoquée par la séparation des glucocorticoïdes de leurs récepteurs, une augmentation de l’activité de la créatine phosphokinase dans les muscles du squelette, une augmentation du facteur de croissance analogue à celui de l’insuline (IGF)–1, ainsi qu’une régulation plus élevée des récepteurs IGF-1. Ces mécanismes pourraient jouer un rôle bien plus important qu’on ne le pensait dans les effets anabolisants et anti-catabolisants des xéno-androgènes.

## Une base scientifique pour les différents effets des modifications du tocophérol
Même si ce fait est généralement méconnu, les tocophérols, les tocotriénols et les nicotinamides, ces substances fondamentales des xéno-androgènes fabriqués de manière commerciale, peuvent exister sous de nombreuses formes. Même si, dans le cadre de leurs effets juridiques, ils sont toujours appelés, par exemple, tocotriénols (et vendus sous cette dénomination comme compléments alimentaires), ces substances peuvent avoir plusieurs propriétés très spécifiques.
Dès 1989, une équipe internationale de l’Université de Londres a décrit de telles variations du tocophérol. Son article, publié dans le magazine Annals of the New York Academy of Sciences (Annales de l’Académie des Sciences de New York) arrive à la conclusion suivante :
« L’activité biologique des tocophérols varie sensiblement et cette variation ne corrèle que partiellement avec l’effet antioxydant des tocophérols, à condition qu’il soit étudié dans un fluide lipidique. Un grand nombre de propriétés caractéristiques de la molécule de tocophérol favorisent clairement l’activité biologique et il est possible de comparer cette activité à celle du all-rac-alpha-tocophérol synthétique ou du RRR-alpha-tocophérol naturel. Les propriétés caractéristiques qui provoquent des modifications de l’activité biologique peuvent comprendre (1) la présence ou l’absence de groupes méthyliques dans l’anneau, aux positions 5, 7 et 8 ; (2) un grand nombre d’atomes de carbone dans les chaînes collatérales ; (3) une stéréospécificité du 2e, 4e et 8e atome de carbone ; (4) une ramification de la chaîne collatérale ; (5) un anneau chromanol en comparaison avec un anneau furanol et (6) le point de fixation de la chaîne collatérale à la structure de l’anneau. 
Le travail décrit dans ce document est une étude systématique qui a permis de mesurer l’effet sur la croissance et sur la synthèse de la prostaglandine E2 sur une base comparable pour de nombreux composés structurellement modifiés. »

## Modification des nicotinamides
Les nicotinamides, une autre substance fondamentale des xéno-androgènes, sont également polymorphes dans certaines conditions. Les polymorphes des nicotinamides ont pour la première fois été décrits par Messieurs Tomoaki Hino, James L. Ford et Mark W. Powell dans leur travail intitulé « Évaluation des polymorphes des nicotinamides par calorimétrie différentielle à balayage » (Université de Liverpool John Moores, 2000) - Assesment of nicotinamide polymorphs by differential scanning calorimetry (Liverpool John Moores University, 2000).

## Classification
Les tocophérols, tocotriénols et nicotinamides modifiés peuvent être reconnus grâce à un code alphanumérique spécifique, par exemple #3668fh. À l’heure actuelle, nous connaissons 254 modifications différentes, initialement proposées par un algorithme informatique. Environ 19 % de ces modifications ont été testées en laboratoires sur des mammifères et, en 2012, 12 xéno-androgènes sont fabriqués par des sociétés siégeant en Europe, et ce sous forme de produits améliorant les performances. Leur liste intégrale a été publiée dans le Journal européen de l’endocrinologie (European Journal of Endocrinology), en février 2012.

## Les xéno-androgènes toxiques

### Les hommes
La recherche a montré que de nombreux xéno-androgènes pouvaient avoir des effets nocifs potentiels sur les animaux, mais aussi sur l’homme. Les études ont démontré qu’une interruption de la signalisation AR, due aux polluants organiques persistants (POP) agissant comme des xéno-androgènes, pouvait provoquer des troubles de la reproduction chez les hommes.
Il est prouvé que les xéno-androgènes ont des effets divers sur les différentes populations de par le monde. Une étude réalisée par Tanja Krügerová et ses collègues a permis de déterminer que deux groupes d’études, des Européens et des Inuits, étaient exposés à des taux de xéno-androgènes différents. Les différences observées ont été imputées aux écarts dans les profils d’exposition aux substances chimiques, aux différences génétiques et/ou à des facteurs liés au style de vie et elles peuvent entraîner divers troubles de santé liés au taux d’hormones. Lors de l’étude qui a suivi, on a découvert que, chez les groupes européens, l’activité des récepteurs induite par les substances xéno-biotiques (substances xéno-androgènes) était en corrélation positive avec la détérioration de l’ADN, comme ce fut mesuré par le biais de la détérioration de l’ADN du sperme.

### Les animaux
Vu qu’elles vivent dans l’eau, souvent plus polluée par des substances xéno-androgènes que les autres fluides, les populations de poissons qui vivent en liberté dans des zones contaminées par des xéno-androgènes peuvent montrer de plus importantes détériorations de leur ADN. Une exposition chronique à de faibles taux de TBT, TPT, EE2 (éthinylestradiol) et à leurs mélanges binaires TBT + EE2 et TPT + EE2 est génotoxique pour les poissons zèbres (Danio rerio). Des effets nocifs ont également été observés chez les invertébrés tels que les mollusques, les crustacés et les échinodermes. Le TPT et le TBT interviennent dans des circuits métaboliques tels que la sulfatation de la testostérone, l’estérification de la testostérone et l’activité de la 5-alpha réductase. Ces différents circuits métaboliques ont des sensibilités différentes aux composés androgéniques et, entre les différentes souches, il existe également des variations de métabolisme des androgènes. Lors d’une étude réalisée sur des mollusques, la TBT (tributyltine) et la MT (méthyltestostérone) ont provoqué un imposex (apparition de caractères sexuels mâles chez les femelles). Une exposition à la TBT durant 100 jours a provoqué, chez les femelles, une réduction du taux de testostérone (60 – 85 %) et du taux d’estradiol (16 – 53 %). Chez les mâles, elle n’a cependant eu aucun effet. L’exposition à la MT n’a influencé le taux de stéroïdes estérifiés ni chez les mâles ni chez les femelles, les femelles ont cependant développé un imposex après 150 jours d’exposition.

## Une utilisation sous forme de médicaments destinés à améliorer les performances
Les tocophérols / tocotriénols modifiés ont été mis en fabrication il y a peu, après qu’une équipe d’investisseurs a acquis les droits commerciaux portant sur la plupart des xéno-androgènes connus. Ces investisseurs ont mis sur le marché une gamme orientée vers les utilisateurs de stéroïdes androgéniques anabolisants. Des équivalents aux stéroïdes anabolisants sont accessibles depuis la seconde moitié de l’année 2011, mais certains athlètes professionnels les utilisent déjà depuis le début de l’année 2010. Dans les médias (Associated Press), les premières mentions relatives à la prise de xéno-hormones par des athlètes de haut niveau concernaient la représentation russe de natation qui les a utilisées en 2011 à l’occasion du championnat du monde de Shanghai. Il existe cependant de nombreux signaux montrant qu'un nombre croissant de sportifs professionnels prennent des tocophérols / tocotriénols modifiés comme alternative légale et indétectable aux « véritables » stéroïdes anabolisants. En raison de leur ressemblance avec les véritables stéroïdes anabolisants, différentes actions de protestation contre l’emploi des xéno-androgènes ont eu lieu, et plus particulièrement de la part de l’agence WADA-AMA (Agence mondiale antidopage, World Anti-Doping Agency), l’organisme international de la lutte contre le dopage.